# Platysoma orientale
Platysoma orientale är en skalbaggsart som först beskrevs av Lewis 1892.  Platysoma orientale ingår i släktet Platysoma och familjen stumpbaggar. Inga underarter finns listade i Catalogue of Life.